# NEWMARK
ニューマーク（英称： Newmark Co., Ltd.）は、日本の制作プロダクション。

## 概要
- 香川県に本社を置く制作会社。映画、TVCM、PV、WEBサイトの制作を行う。

## 実績
・映画「ハルカの陶」
・短編映画「Timeless KOTOHIRA」
・香川県観光協会
・香川県
・さぬき市
・観音寺市
・琴平町
・Aeon Mall
・Sony
・サッポロビールベトナム
・　Terra　Motors
・日本エマソン
・高松空港